# Xung điện từ
Xung điện từ (tiếng Anh: Electro-Magnetic Pulse, viết tắt là EMP), còn được gọi là hiện tượng cản trở điện từ trong thời gian ngắn, xảy ra ở nổ bom năng lượng điện từ. Các xung điện từ có thể ở tự nhiên hoặc do con người làm ra xảy ra ở dạng trường điện từ, điện trường, từ trường hoặc dòng điện, phụ thuộc vào nguồn cấp.
EMP làm ngưng hoặc gây hư hỏng cho các thiết bị điện, và một xung EMP mạnh hơn như sấm sét có thể phá hủy một tòa nhà và cấu tạo của máy bay. Việc quản lý hiệu ứng EMP là một lĩnh vực quan trọng của ngành kỹ thuật tương thích điện từ (EMC).
Hiện nay, việc phát triển vũ khí năng lượng EMP cao đang phát triển, được gọi là bom điện từ.

## Tính chất chung
Xung điện từ xảy ra ở vụ nổ bom điện từ ở thời gian ngắn. Thời gian ngằn ở đây có nghĩa nó sẽ tạo ra nhiều tần số khác nhau. Xung gây ra được quyết định bởi:
- Loại năng lượng (trường điện từ, điện trường, từ trường hoặc dòng điện).
- Dải phổ điện từ hoặc tần số hiện tại.
- Sóng xung: hình dạng, độ dài và biên độ.

Hai dòng dưới cùng, là dải tần số và sóng xung, có thể liện quan với nhau qua phép biến đổi Fourier và cũng được xem là hai cách để mô tả cùng một loại sóng.

### Loại năng lượng
Năng lượng EMP có thể trở thành một trong bốn dạng sau:
- Điện trường
- Từ trường
- Bức xạ điện từ
- Dẫn điện

Theo phương trình Maxwell, một xung của bất kỳ dạng điện từ nào cũng sẽ được kèm theo với một dạng khác, tuy nhiên trong xung điển hình một dạng sẽ chiếm ưu thế hơn.
Nói chung, chỉ có trường điện từ xảy ra ở khoảng cách dài nhất, trong khi các dạng khác có khoảng cách ngắn hơn. Ngoại trừ những trường hợp đặc biệt như bão mặt trời.

### Dải tần số
Một xung của điện từ bao gồm nhiều tần số khác nhau từ DC (0 Hz) đến ngưỡng giới hạn tùy thuộc vào nguồn cấp. Dải được định nghĩa là EMP, một số gọi là "DC đến ban ngày", không bao gồm dải của các tần số cao như tia hồng ngoại, phổ nhìn thấy được, tia cực tím và tia ion (tia X và tia gamma).
Một vài sự kiện EMP có thể nhìn thấy được như sấm sét và chớp, nhưng có một hiệu ứng phụ của dòng điện chạy trong không khí và nó không phải là một phần của EMP.

### Sóng xung
Sóng xung thể hiện biên độ tức thời (độ mạnh hoặc dòng điện) thay đổi theo thời gian như thế nào. Xung thật có khuynh hướng rắc rối hơn, vì vậy có nhiều cách để làm đơn giản hóa nó. Các cách điển hình là dùng sơ đồ và công thức toán học.
| Xung hình hộp chữ nhật | Xung mũ đôi | Xung sóng sin về không |

Hầu như các xung điện từ đều có biên độ rất cao, và tới ngưỡng cao nhất rất nhanh. Mẫu điển hình là đường cong mũ đôi rất dóc, nhanh chóng đạt đỉnh rồi giảm dần. Tuy nhiên, xung điện từ từ mạch điện điều khiển có hình dạng giống như hình dạng của hình hộp chữ nhật hoặc "hình lập phương".
Sự kiện EMP có thể tạo ra các tín hiệu giống nhau trong môi trường hoặc chất liệu xung quanh. Sự kết hợp diễn ra mạnh mẽ ở các dải tần số tương đối hẹp, gây ra tính chất sóng sin về không. Đồ thị cho thấy sóng sin tăng cao sau đó giảm theo phương trình mũ đôi. Sóng sin về không có năng lượng ít hơn rất nhiều và tần số hẹp hơn so với xung gốc, vì tính dịch chuyển của sự kết hợp. Theo thực tế, các thiết bị thí nghiệm EMP thường trực tiếp cho ra các sóng sin về không hơn là cố gắng tái tạo lại xung có năng lượng cao nguy hiểm.
Trong một thí nghiệm về sóng xung, như mạch đồng hồ kỹ thuật số, sóng được lặp lại trong một khoảng thời gian nhất định. Một chu kỳ xung hoàn chỉnh là đủ để mô tả sự lặp lại của sóng.